# استخدام الأسلحة الدفاعية

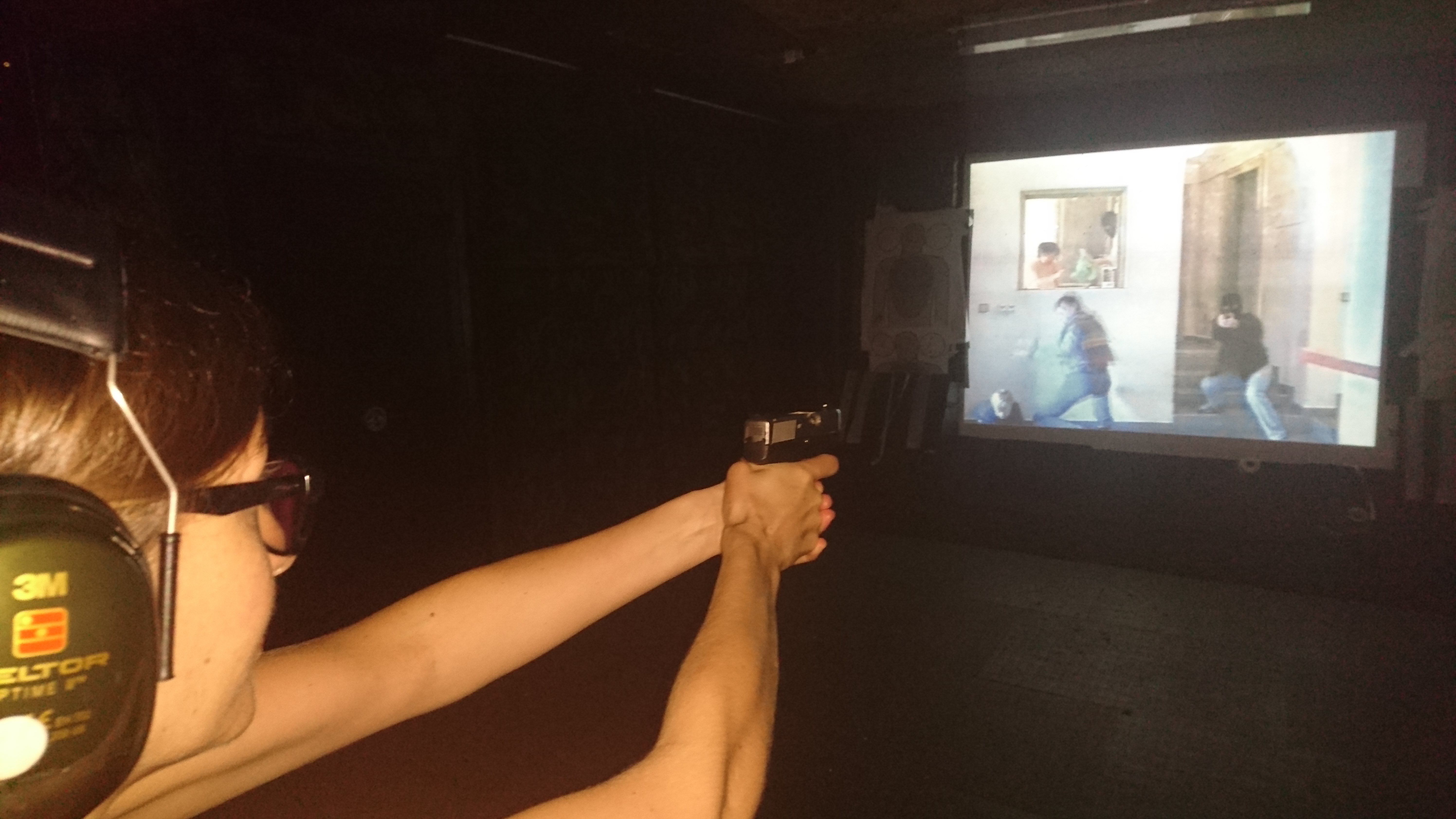
التدريب على استخدام الأسلحة الدفاعية، في براغ، جمهورية التشيك

استخدام الأسلحة الدفاعية هو استخدام أو عرض سلاح ناري للدفاع عن النفس أو الدفاع عن الآخرين وفي بعض الحالات لحماية الممتلكات. يعد تكرار الحوادث التي تتضمن استخدام الأسلحة الدفاعية، وفعاليتها في توفير السلامة والحد من الجريمة مسألة مثيرة للجدل في سياسات الأسلحة وعلم الجريمة، وخاصة في الولايات المتحدة. يستخدم المؤلفون والدراسات المختلفة معايير مختلفة لما يشكل استخدام الأسلحة الدفاعية مما يؤدي إلى الجدل في مقارنة النتائج الإحصائية. مفاهيم استخدام الأسلحة الدفاعية هي موضوعات متكررة في المناقشات حول حقوق الأسلحة، والسيطرة عليها، والشرطة المسلحة، وحمل الأسلحة النارية علنًا أو خفاءً.

## تقديرات التكرار
تختلف التقديرات حول عدد استخدامات الأسلحة الدفاعية بشكل كبير، بحسب تعريف الدراسة لاستخدام الأسلحة الدفاعية، وتصميم الاستقصاء، والبلد، والسكان، والمعايير، والفترة الزمنية التي جرت دراستها، وعوامل أخرى. تتراوح التقديرات المنخفضة من 55,000 إلى 80,000 حادث سنويًا، بينما تصل التقديرات العليا إلى 4.7 مليون سنويًا. وجد استقصاء مركز أبحاث مراقبة الإصابات في جامعة هارفارد في مايو 2014 حول الأسلحة النارية والانتحار، والذي أجراه 150 باحثًا في مجال الأسلحة النارية أن 8% فقط من الباحثين في مجال الأسلحة النارية اتفقوا على أنه «في الولايات المتحدة، تُستخدم الأسلحة في الدفاع عن النفس أكثر بكثير مما تُستخدم في الجريمة». وصل النقاش حول عدد وطبيعة استخدام الأسلحة الدفاعية والآثار المترتبة على سياسة التحكم في الأسلحة إلى ذروتها في أواخر التسعينيات من القرن العشرين.
كانت تقديرات استخدام الأسلحة الدفاعية من المسح الوطني لضحايا الجريمة أقل باستمرار من تلك الواردة في دراسات أخرى. أشارت دراسة أجريت عام 2000 إلى أن هذا قد يكون بسبب أن المسح الوطني لضحايا الجريمة يقيس أنشطة مختلفة مقارنة بالدراسات الاستقصائية الأخرى.
يختلف المسح الوطني للدفاع عن النفس والمسح الوطني لضحايا الجريمة في أساليبهما والأطر الزمنية المغطاة والأسئلة المطروحة. طرِحت أسئلة استخدام الأسلحة الدفاعية على جميع عينات المسح الوطني للدفاع عن النفس. نظرًا لأسئلة الفرز في المسح الوطني لضحايا الجريمة، طُلِب من أقلية فقط من عينة المسح الوطني لضحايا الجريمة الإجابة عن سؤال استخدام الأسلحة الدفاعية.
وتشمل التقديرات المنخفضة الحد الأدنى الذي قدمه ديفيد هيمينواي، أستاذ السياسة الصحية في كلية هارفارد للصحة العامة، والذي قدر ما يقرب من 55,000-80,000 من هذه الاستخدامات كل عام.
من الدراسات الاستقصائية الأخرى التي تضمنت أسئلة استخدام الأسلحة الدفاعية الدراسة الاستقصائية الوطنية حول الملكية الخاصة واستخدام الأسلحة النارية، والتي أجرتها في عام 1994 شركة شيلتونز لاستطلاعات الرأي لصالح مؤسسة الشرطة بمنحة بحثية من المعهد الوطني للعدالة. في عام 1997 توقعت الملكية الخاصة واستخدام الأسلحة النارية استخدام 4.7 مليون سلاح دفاعي سنويًا من قبل 1.5 مليون فرد بعد استخدام الترجيح للقضاء على الإيجابيات الكاذبة. قدر تقدير آخر ما يقرب من مليون حادث استخدام أسلحة دفاعية في الولايات المتحدة.